# Parlais
Parlais, auch Paralais (altgriechisch Παραλαίς), war eine antike und byzantinische Stadt in der kleinasiatischen Landschaft Lykaonien (später zu Pisidien gerechnet). Ihre Lage ist nicht eindeutig lokalisiert.
Die Stadt prägte in späthellenistischer Zeit (1. Jahrhundert v. Chr.) eigene Münzen und dann wieder im 2. und 3. Jahrhundert, als sie unter dem Namen Iulia Augusta Parlais (teilweise auch Iulia Augusta Hadriana Parlais) römische Colonia war.
In der Spätantike war Parlais Sitz eines Bischofs. Auf das Bistum geht das Titularbistum Parlais der römisch-katholischen Kirche zurück.